# Challenge Ayçaguer
Le Challenge Ayçaguer ou Cross Ayçaguer, est une ancienne compétition d'athlétisme, de cross-country organisée annuellement à l'hippodrome du Grand Camp à Villeurbanne par le Lyon olympique universitaire à partir de 1898. Elle se courait sur une distance de 11 km à 13 km selon les années.

## Palmarès
...
- 1905 (8 janvier) : Louis Bouchard ; 9e : Jean Bouin[2]

- 1906 (14 janvier) : Louis Bouchard ; 2e : Jean Bouin[2]

- 1907 (27 janvier) :

...
- 1909 (31 janvier) : Jean Bouin[2]

...
- 1913 (2 février) : Jean Bouin[2]

...
- 1923 : Jean Vermeulen[3]

...
- 1944 (28 décembre) : Raphaël Pujazon ; 2e Paul Messner[4]

...
- 1981 (1er février) : Emiel Puttemans[5]

...